# Hellenocarum
Hellenocarum H.Wolff, 1927 è un genere di piante angiosperme della famiglia delle Apiacee.

## Tassonomia
Il genere comprende le seguenti specie:
- Hellenocarum depressum (Hartvig & Kit Tan) Kljuykov & Zakharova
- Hellenocarum multiflorum (Sm.) H.Wolff
- Hellenocarum strictum (Griseb.) Hand